# Псалом (музыкальное произведение)
Псало́м (греч. ψαλμός — «хвалебная песнь»; ед. ч. ивр. תהלה‎ тхи́ла — «хваление», мн. ч. תהלים‎ тхили́м — «хваления») — музыкальное произведение, основанное на тексте Псалтири.

## История
Песнопения и молитвы на ветхозавтеные тексты, авторство которых традиция приписывает второму царю Иудеи Давиду, на родине легендарного царя вошли в обиход ещё задолго до рождения христианства. Пение псалмов было частью храмового ритуала; при храме состояли и участвовали в службе хор и оркестр, при этом специалисты насчитали 24 различных инструмента, упоминаемых в Ветхом Завете, — ударных, духовых и струнных.
Псалом, как предполагают, представлял собою синкретический музыкально-поэтический жанр; содержание псалма обусловливало и характер его исполнения и выбор инструментального сопровождения. Для разных псалмов к началу новой эры сложились 3 различных способа исполнения: сольное пение, респонсорное, то есть соло, сопровождаемое хоровыми репликами — «ответами» и хоровое без солиста. Хор, в свою очередь, мог делиться на 2 группы, которые вели между собой диалог (антифон)
После разрушения второго Храма (в 70 году н. э.) в синагогах всё упростилось — псалмы с тех пор на протяжении многих столетий исполняли без инструментального сопровождения в форме мелодической декламации в унисон и в таком виде были заимствованы древними христианами. Переведённые на греческий язык и на латынь вместе с устоявшейся манерой исполнения (псалмодической) они легли в основу церковного богослужения. 
В Европе уже в Средние века тексты псалмов подвергали поэтической обработке, а развитие музыкальной культуры отражалось на их музыкальном оформлении — с распространением полифонии в XIV веке появились многоголосные псалмы; в Германии после Реформации торжество протестантского хорала также отразилось на музыкальной обработке псалмов.
С XIV века к псалмам обращались профессииональные композиторы, к этому времени пение псалмов вышло за пределы церкви и сочинения Жоскена Депре, польского композитора М. Гомулки и французов К. Гудимеля и К. Ле Жёна уже принадлежали внекультовой музыке. В то время как в церкви псалмы исполняли исключительно а капелла, в домашней обстановке допускали инструментальное сопровождение, как это изначально было принято у иудеев. У протестантов инструментальные обработки псалмов в XVI веке вошли и в церковную практику. 
После Реформации в Европе широкое распространение получили нелатиноязычные псалмы.

## Известные псалмы
Псалом как самостоятельный жанр в христианской культуре возник ещё в Средние века, самые ранние из известных нам профессиональных обработок относят к XIV веку.
Принятое в быту инструментальное сопровождение к XVII веку развилось в концертное изложение псалмов. В Италии значительное влияние на развитие жанра в сторону концертности оказали сочинения Джованни Габриели и Клаудио Монтеверди. В Германии в XVII веке в этой форме писали псалмы И. Г. Штейн и Самуэль Шейдт; самое значительное сочинение — «Псалмы Давидовы» (Psalmen Davids) Генриха Шютца (книга 1 — 1619 год, книга 2 — 1628-й, пересмотр книги 2 — 1661-й).
Наиболее известные из псалмов, написанных в XVIII веке, принадлежат И. С. Баху («мотеты»), Г. Ф. Генделю и Бенедетто Марчелло — «Поэтически-гармоническое вдохновение» («Estro poetico-armonico», 1724—1726), сборник, включающий в себя 50 псалмов для солистов (от 1 до 4 голосов) и basso continuo. 
Интерес к псалмам постепенно угасал. Тем не менее, и в XIX веке собственные версии псалмов представили Франц Шуберт, Феликс Мендельсон, Ференц Лист (4 псалма) и Иоганнес Брамс.
В русской православной церкви псалмы, переведённые на церковнославянский язык, изначально, как и в греческой церкви, составляли основу богослужения; в 1680 году Симеон Полоцкий создал поэтическую обработку псалмов — «Псалтырь рифмованную», положенную на музыку Василием Титовым в 1690 году.
К псалмам композиторы обращались и в XX веке: Золтан Кодай, Арнольд Шёнберг, Кшиштоф Пендерецкий; сочинения для голоса и органа создал Макс Регер, одно из самых исполняемых сочинений — Симфония псалмов Игоря Стравинского.

### De profundis
Многие композиторы-католики обращались к 129-му псалму — «De profundis» (с лат. — «Из глубины»). Псалом в 6 стихов, мольба о снисхождении и милосердии, у иудеев с давних пор служил погребальной молитвой; аналогичная традиция существовала и в католической Европе. 
По-видимому, самый ранний из известных нам «De profundis» принадлежит Жоскену Депре и создан на рубеже XV—XVI веков. К псалму обращались композиторы всех столетий, от Андреа Габриэли и Орландо ди Лассо до Софии Губайдулиной и Арво Пярта; и если одни композиторы включали его в сборники, наряду со многими другими псалмами, как, например, Генрих Щютц, И.С. Бах или Г.Ф. Гендель, то другие писали «De profundis» по конкретному поводу именно как погребальную молитву. Так, Ян Дисмас Зеленка свой впечатляющий 10-минутный «De profundis» написал на смерть отца и исполнил на его похоронах. Кристоф Виллибальд Глюк перед смертью написал «De profundis» для своих похорон.